# Berrobi
Berrobi – gmina w Hiszpanii, w prowincji Guipúzcoa, w Kraju Basków, o powierzchni 2,77 km². W 2011 roku gmina liczyła 568 mieszkańców.